# Mattias Lekardal
Samuel Mattias Lekardal, född 24 november 1971, är en svensk predikant och företagare.
Lekardal var pastor i Stockholm Karisma Center, som gick i konkurs 2005, och var även lärare vid församlingens skola Leadership Academy.
Lekardal grundade senare missionsorganisationen Divine Favour Mission, vars ledning han tvingades lämna i mars 2022 efter anklagelser om oegentligheter i samband med själavård, försäljning av konstverk, gåvor och investeringar.